# EVIFA
Die Virtuelle Fachbibliothek Ethnologie – EVIFA ist ein durch die Deutsche Forschungsgemeinschaft (DFG) gefördertes Projekt der Universitätsbibliothek der Humboldt-Universität zu Berlin, welches im Rahmen der Sondersammelgebiete Volks- und Völkerkunde aufgebaut wird.
EVIFA ist im Oktober 2003 online gegangen und wird seitdem unter Beteiligung von Kooperationspartnern schrittweise erweitert.
Das Projekt wird wissenschaftlich begleitet vom Max-Planck-Institut für ethnologische Forschung in Halle, dem Institut für Europäische Ethnologie an der Humboldt-Universität zu Berlin, dem Museum Europäischer Kulturen in Berlin und dem Frobenius-Institut in Frankfurt am Main.
Ziel von EVIFA ist es, Volks- und Völkerkundler sowie allen anderen Interessierten einen zentralen, schnellen und ortsunabhängigen Zugriff auf Fachinformation über das Internet zu bieten.
Folgende Module und Funktionen wurden bisher realisiert:
- Fachinformationsführer Ethno-Guide
- Metasuche über fachspezifische Bibliothekskataloge in der EVIFA-Literatursuche
- IVB-Online (Jahrgänge 1986–1998 der Internationalen Volkskundlichen Bibliographie)
- Einbindung der Verfügbarkeitsanzeige Journals Online & Print der Elektronischen Zeitschriftenbibliothek – EZB und der Zeitschriftendatenbank – ZDB
- Einbindung von fachspezifischen Datenbank bzw. Datenbankausschnitten in die Metasuche (OLC, JADE, H-Soz-u-Kult)
- News/Termine/Karriere
- Ethno-Blogs
- Zeitschriften-Inhaltsdienst
- Neuerwerbungsliste des SSG
- Recherchekurs Ethno-LOTSE und weitere Recherchehilfen
- Dokumentenserver zur langfristigen Sicherung und freien Zugänglichmachung von Volltextressourcen im Open Access
- (zeitweise): fachwissenschaftliches Diskussionsforum